# Zygmunt Szczotkowski

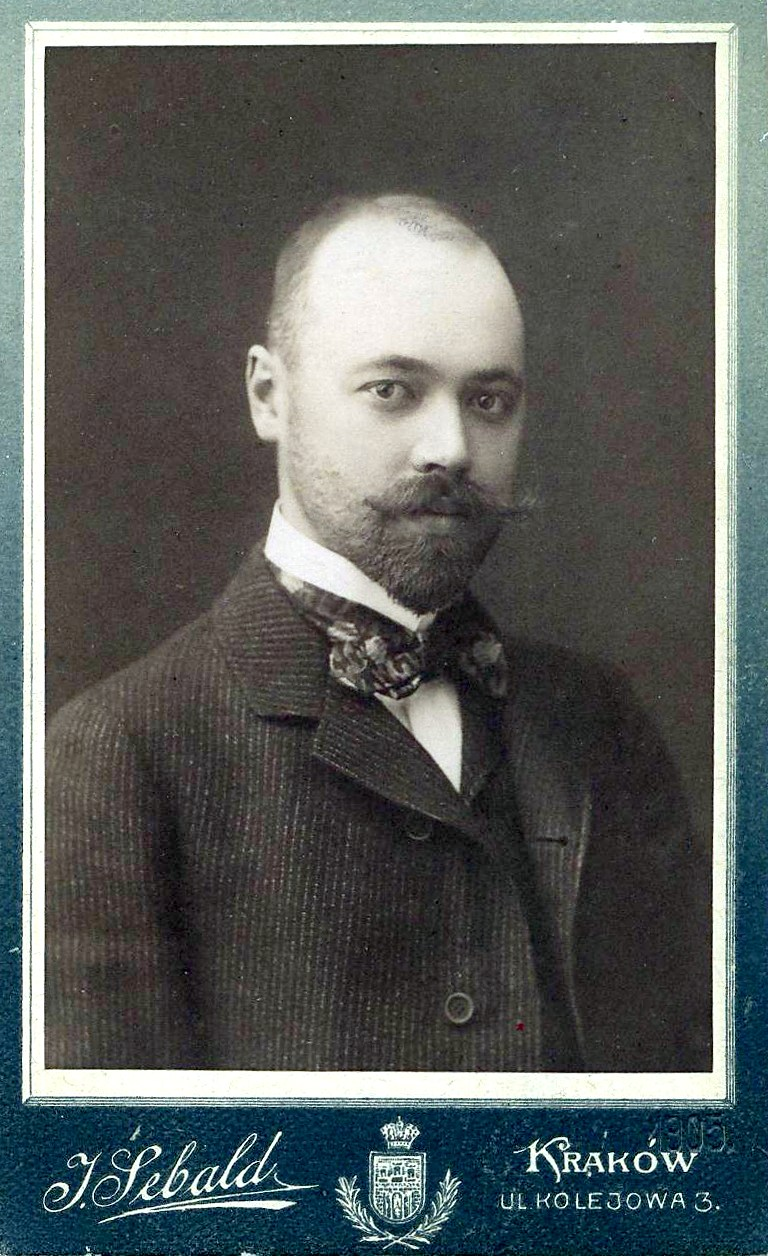
Zygmunt Szczotkowski (1905)

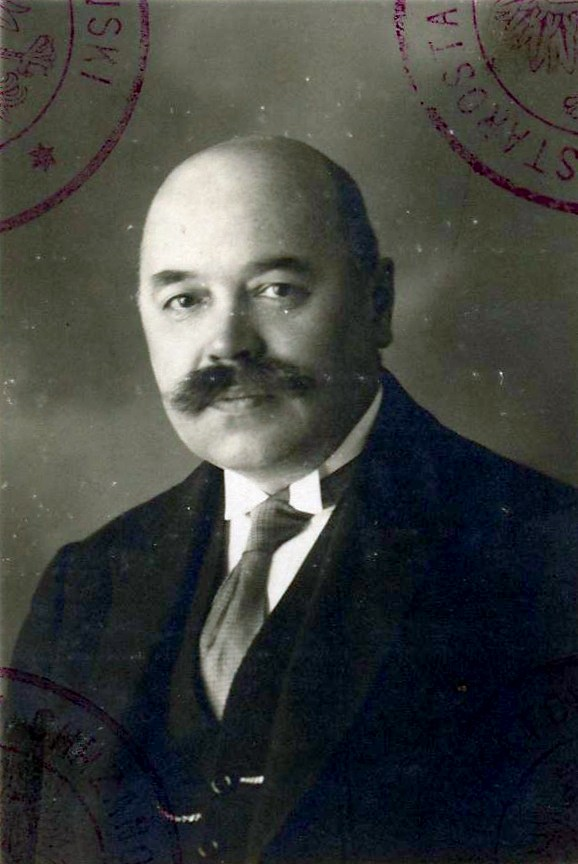
Zygmunt Szczotkowski (1931)

Zygmunt Franciszek Szczotkowski (* 5. Septemberjul. / 17. September 1877greg. in Warschau; † 9. Februar 1943 in Bieżanów) war ein polnischer Bergingenieur und erster polnischer Direktor des Bergwerks Janina in Libiąż.

## Leben
Zygmunt Szczotkowski wurde als Sohn von Stefan-Wincent Andrzej (* 1843), der aus einer Familie des livländischen Adels des Geschlechts der Łodzia stammte, und Maria Filomena aus dem Haus Kolbe geboren. Sein Vater unterstützte zusammen mit seiner Mutter den Januaraufstand, wofür sie mit dem Verlust des Eigentums bestraft und er 1864 nach Russland geschickt wurde. 1867 kam er nach Warschau zurück und heiratete. Stefan-Wincent Andrzej starb an Tuberkulose, als Zygmunt zwei Jahre alt war.
Zygmunt Szczotkowski besuchte zuerst die Schule in Włocławek, bevor er mit seiner Mutter nach Warschau zog, wo er 1896 sein Abitur an einem Realgymnasium ablegte. Anschließend studierte er an der angesehenen Montanuniversität Leoben, welche er am 24. Februar 1900 als Diplomingenieur verließ. Danach bereitete er sich auf eine Uralexpedition vor, die Lagerstätten erkunden sollte, zog sich aber von dem Vorhaben zurück. Im Januar 1901 bestand er die Prüfung vor der Bergwerkskommission für den Kreis Dąbrowski. 1901 bis 1906 wurde ihm die Verantwortung für den Schacht Klimontów im Steinkohlebergwerk Niwka bei Sosnowiec übertragen. Ab Juli 1906 leitet er das Bergwerk Saturn in Czeladź. Er beendet seine dortige Tätigkeit 1913 und bereiste Frankreich und Belgien, wo er neuartige Technologien kennenlernte und zur Projektierung der Grubenwehrstelle in Sosnowiec nutzte. 1914 bis 1919 leitete Szczotkowski das Bahnbüro für Heizmaterial in Warschau; 1916 bis 1917 absolvierte er dort die Verwaltungshochschulkurse. 1919 leitete er die Bergarbeiten bei Zawiercie.
Ab dem 1. März 1920 war er Oberingenieur und ab dem 18. November 1920 bis zum Ausbruch des Zweiten Weltkrieges polnischer Direktor der Galizischen Bergwerksgesellschaft (Compagnie Galicienne de Mines) in Libiąż (heute Kopalnia Węgla Kamiennego Janina). In der Zwischenkriegszeit arbeitete er auch für das Wachstum der zentralen Industrieregion (Centralny Okręg Przemysłowy) und unter anderem mit dem Industrie- und Handelsminister Antoni Olszewski und dem ehemaligen Verkehrsminister Paweł Romocki zusammen. Für seine Verdienste um die Region wurde er am 11. November 1937 mit dem Ritterkreuz des Ordens Polonia Restituta ausgezeichnet. Nach dem Ausbruch des Krieges war er bis zur formalen Ernennung eines Nachfolgers am 3. Juni 1940 als Treuhänder weiter für die Bergwerksgesellschaft tätig. Kurzzeitig wurde er von der Gestapo wegen des Verdachts der Sabotage festgenommen. Nach seiner Freilassung leitete er das Bergwerk noch einige Monate, bevor er im Sommer oder Herbst 1940 seiner Familie nach Bieżanów folgte, wohin diese bei Ausbruch des Krieges gezogen war. Er verstarb dort 1943 nach schwerer Krankheit an chronischer Kreislaufinsuffizienz.
Er war zwei Mal verheiratet, im Oktober 1907 heiratete er die 19-jährige Magdalena Anna, geborene Sznabl, von welcher er sich später scheiden ließ. Im Juni 1923 heiratete er Maria von Wietrzykowski aus dem Geschlecht der Korab, verwitwete Borowska.

## Verweise